# Dicronocephalus shimomurai
 (septembre 2021).
Si vous disposez d'ouvrages ou d'articles de référence ou si vous connaissez des sites web de qualité traitant du thème abordé ici, merci de compléter l'article en donnant les références utiles à sa vérifiabilité et en les liant à la section « Notes et références ».
 (septembre 2021).
La mise en forme du texte ne suit pas les recommandations de Wikipédia : il faut le « wikifier ».
Les points d'amélioration suivants sont les cas les plus fréquents :
- Les titres sont pré-formatés par le logiciel. Ils ne sont ni en capitales, ni en gras.
- Le texte ne doit pas être écrit en capitales (les noms de famille non plus), ni en gras, ni en italique, ni en « petit »…
- Le gras n'est utilisé que pour surligner le titre de l'article dans l'introduction, une seule fois.
- L'italique est rarement utilisé : mots en langue étrangère, titres d'œuvres, noms de bateaux, etc.
- Les citations ne sont pas en italique mais en corps de texte normal. Elles sont entourées par des guillemets français : « et ».
- Les listes à puces sont à éviter, des paragraphes rédigés étant largement préférés. Les tableaux sont à réserver à la présentation de données structurées (résultats, etc.).
- Les appels de note de bas de page (petits chiffres en exposant, introduits par l'outil «  Source ») sont à placer entre la fin de phrase et le point final[comme ça].
- Les liens internes (vers d'autres articles de Wikipédia) sont à choisir avec parcimonie. Créez des liens vers des articles approfondissant le sujet. Les termes génériques sans rapport avec le sujet sont à éviter, ainsi que les répétitions de liens vers un même terme.
- Les liens externes sont à placer uniquement dans une section « Liens externes », à la fin de l'article. Ces liens sont à choisir avec parcimonie suivant les règles définies. Si un lien sert de source à l'article, son insertion dans le texte est à faire par les notes de bas de page.
- La présentation des références doit suivre les conventions bibliographiques. Il est recommandé d'utiliser les modèles {{Ouvrage}}, {{Chapitre}}, {{Article}}, {{Lien web}} et/ou {{Bibliographie}}. Le mode d'édition visuel peut mettre en forme automatiquement les références.
- Insérer une infobox (cadre d'informations à droite) n'est pas obligatoire pour parachever la mise en page.

Pour une aide détaillée, merci de consulter Aide:Wikification.
Si vous pensez que ces points ont été résolus, vous pouvez retirer ce bandeau et améliorer la mise en forme d'un autre article.
Espèce
Dicronocephalus shimomurai est une espèce de scarabées de la sous-famille des Cetoniinae (les cétoines), originaire de Taïwan.

## Description
Dicronocephalus shimomurai est reconnaissable par ses couleurs moins voyantes, son aspect robuste et, surtout pour les mâles, le prolongement de sa tête. Ses pattes antérieur sont plus longues que les autres. Sa première paire d'ailes (élytres) et, pour les mâles, le prolongement de la tête est rougeâtre. Le reste du corps est noir. Ses yeux sont jaune d'or. 

## Systématique
Le nom valide complet (avec auteur) de ce taxon est Dicronocephalus shimomurai (Kurosawa, 1986).
L'espèce a été initialement classée dans le genre Dicranocephalus sous le protonyme Dicranocephalus shimomurai Kurosawa, 1986.
Dicronocephalus shimomurai a pour synonyme :
- Dicranocephalus shimomurai Kurosawa, 1986

## Bioécologie

### Habitat
L'animal vit à Taïwan dans des forêts d'eucalyptus.

### Reproduction
Dicronocephalus shimomurai est ovipare. La femelle creuse un trou dans le bois ou dans la terre pour y déposer ses œufs. 

## Alimentation
Cette espèce se nourrit du nectar des fleurs[réf. nécessaire].
Les chauves-souris, certains oiseaux et certains mammifères insectivores sont ses prédateurs[réf. nécessaire].